# مارکوس استیل
مارکوس استیل (متولد 24 ژوئیه 1979) بازیکن سابق فوتبال آمریکایی اهل ایالات متحده امریکا است که در لیگ ملی فوتبال این کشور برای دالاس کابوی هاو در کالج فوتبال در دانشگاه کالیفرنیای جنوبی بازی کرده است.